# Veierland
Veierland est une île sans voitures située dans l'ancienne municipalité de Nøtterøy en Norvège, maintenant municipalité de Færder. Un service de ferry assure la liaison de l'île avec l'île de Nøtterøy,

## Toponymie
La forme nordique du nom était à l'origine Vájir, le pluriel de vá (en référence aux entrées étroites et profondes sur la partie sud de l'île). Le dernier élément "land" ("terre"), est un ajout ultérieur.

## Géographie
L'île de Veierland est située à l'embouchure du Fjord d'Oslo, à environ 100 kilomètres au sud-ouest d'Oslo. L'île a une superficie de 4,4 kilomètres carrés, pour une population de 150 habitants en 2015.
Sur l'île, il y a des chevaux, des moutons, des porcs et des poulets. Dans la forêt, on peut rencontrer des écureuils, blaireaux, chevreuils, renards, martres et même l'orignal de temps en temps. Sur les îlots et rochers dans la mer, on peut parfois voir des phoques. L’île est en outre redoutée pour son nombre important de tiques, pouvant transmettre la maladie de Lyme. 

## Histoire
Le peuplement de l'île semble remonter au moins à l'âge du Bronze, la présence sur l'île d'un tumulus de cette époque le montre clairement. Les plus anciennes fermes de l'île sont mentionnées dans les sources écrites du Moyen Age. Dans les années 1900, l'île comptait une population de 300 à 400 personnes, puis elle a diminué pour atteindre 100 habitants. Aujourd'hui, la population atteint 150 habitants.
L’écrivain Jens Bjørneboe passa ses dernières années à Veierland de 1974 à 1976, avant de s’y suicider le 9 mai 1976.

## Centres d'intérêt
L'île dispose d'un bureau de poste, d'une église, d'une école, d'une bibliothèque et d'un golf à six trous, ainsi que deux restaurants ouverts l'été.

## Transports
Un ferry (avec de 9 à 17 départs quotidiens) relie Veierland et Tenvik à Nøtterøy, mais il y a aussi des vols quotidiens vers Sandefjord, pour une durée comprise entre 10 et 15 minutes. Veierland est sans voiture, mais les résidents sont autorisés à avoir un cyclomoteur ou un tracteur. Il n'y a pas d'asphalte sur l'île, seulement des chemins de terre et des sentiers forestiers.